# Bitva o Hue
Bitva o Hue (30. ledna 1968 – 3. března 1968) byla vojenské střetnutí v období vietnamské války na hranicích Jižního a Severního Vietnamu.
Jednalo se o jedno z prvních střetnutí ofenzívy Tet. Účastnil se jí Vietkong a severovietnamská armáda na straně první a Armáda republiky Vietnam (ARVN) společně s US Army a USMC na straně druhé.

Seržant P. L. Thompson pózuje na trůně v císařském paláci 24. 2.1968

31. ledna roku 1968 v 03:40 zaútočila severovietnamská armáda a Vietkong na bývalé císařské hlavní město Hue. Z okolí citadely vedly odpor jednotky 1. pěší divize ARVN a z jižní části města jednotky USMC. Po tomto útoku vyslal generál W. Westmoreland na pomoc tomuto městu 1. jízdní divizi (ze severu) a 101. výsadkovou divizi (z jihu). Tyto jednotky obklíčily město, aby komunisté nemohli vyslat další posily a aby nemohli utéct. Mezitím ve městě však bojovaly stále jen jednotky USMC/ARVN. Komunisté odpálili všechny mosty přes Voňavou řeku, aby se jednotky USMC nemohly dostat do citadely na severu města. Američané neměli žádnou podporu v podobě dělostřelecké či letecké, byli odkázáni sami na sebe. Jediná podpora pro jednotky USMC byly tanky (např.: M48 Patton, M50 Ontos) Ve městě Hue komunisté popravili spousty civilistů, údajně až 6000.
Město se podařilo zcela obklíčit a poslední komunisté byli zastřeleni nebo zajati 25. února. Bitva o Hue byla nejdéle trvající bitvou (po Khe Sanh) během ofenzívy Tet v roce 1968.

## Velitelé
ARVN, US army, USMC
- Vrchní velitel americké armády ve Vietnamu Gen. William Westmoreland
- Gen.Ngô Quang Trưởng

Armáda VDR, Vietkong
- Vrchní velitel armády VDR Gen. Vo Nguyen Giap
- velitelé místních jednotek Vietkongu